# سلرد (سياهو)
سلرد (بالفارسية: سلرد) هي قرية تقع في إيران في قسم سياهو الريفي. يقدر عدد سكانها بـ 139 نسمة بحسب إحصاء 2016.